# 沢口けいこ
沢口 けいこ（さわぐち けいこ、1991年11月29日 - ）は、日本のタレント、アイドル、ラジオパーソナリティ、元prediaのメンバーである。東京都出身。プラチナムプロダクション所属。愛称は、けいたん、けっけ。夫は俳優の佐野岳。

## 略歴
2005年、モーニング娘。オーディション2005に応募しファイナリスト5人に選ばれたが、落選（同年のオーディション最終合格者は久住小春）。2007年、プラチナムプロダクションに所属。
2009年、『ミスマガジン2009』のセミファイナル16人に選ばれた。2009年8月、東京オートサロンイメージガール『A-class』の2010年度メンバーに平成生まれとして初めて選ばれる。開催当時（2010年1月）の18歳2ヵ月という年齢は歴代のA-class史上最年少記録である。
2010年3月、新倉有沙と共にSUPER GT『Weider GTガール』としてレースクイーン活動を行う。2010年3月24日、『ZAK THE QUEEN 2010』のファーストステージに出場。2010年9月1日、2011年度オートサロンイメージガール『A-class』に2年連続で選ばれる。
2011年、アイドルグループ『predia』（プレディア）のメンバーとなる。2011年9月、『ミスFLASH2012』のセミファイナル30名の中に選ばれた。
2012年5月、パチンコ・パチスロ製造メーカーである藤商事のプロモーションガールユニット『FUJI☆7GIRLs』のメンバーとなる。
2016年、『鷲崎健のヨルナイト×ヨルナイト』火曜日アシスタントに抜擢される。
2016年、『鷲崎健のヨルナイト×ヨルナイト』のトーク内で提案されたアイドルグループ『オッド・アイ』のメンバーとなる。
2021年、『鷲崎健のヨルナイト×ヨルナイト』第1000回放送にて水曜ヨルナイトにゲスト出演。月曜～木曜日までのヨルナイト全曜日出演制覇を果たす。
2023年5月、7年間交際していた俳優・佐野岳と結婚したことを発表した。

## 人物
趣味はスポーツ観戦、ショッピング。特技は溶接、ピアノ。一人っ子で兄弟は居ない。
モーニング娘。のオーディションを受けたことにより学校内の風紀を乱したとしてオーディションを落ちた後に私立の女子中学を学力特待生ながら退学となる。私立中学退学後は公立中学校に転校し、それ以降大学卒業迄は全て公立の学校に通学している。
『鷲崎健のヨルナイト×ヨルナイト』アシスタントに選ばれた際、「タレント・グラビアアイドルの沢口けいこ」と紹介されたが、鷲崎健のTHE CATCHにて「グラビアの仕事なんてしたことない」と発言した。

## 作品

### シングル
predia
- Dia Love（2011年1月26日、JRRC-1023）- EAN 4562232210603。
- Dream Of Love（2011年7月20日、JRRC-1027/8）- EAN 4562232210627。
- ハニーB（2011年11月23日、JRRC-1032/3）- EAN 4562232210641。
- Hey Now!!（2013年8月27日、PPRC-0002）- EAN 4582417835339。
- Crazy Cat（2013年4月17日、PSMC-0007）- EAN 4582414480037。
- 壊れた愛の果てに（2014年8月6日、CRCP-10315/7）- EAN 4988007260428。
- 美しき孤独たち（2014年12月17日、CRCP-10337/9）- EAN 4988007266277。
- 満たしてアモーレ（2015年8月26日、CRCP-10344/6）- EAN 4988007271462。
- 刹那の夜の中で（2016年1月27日、CRCP-10352/4）- EAN 4988007273114。
- 禁断のマスカレード（2017年1月25日、CRCP-10368/70）- EAN 4988007277907。
- ヌーベルキュイジーヌ（2017年6月21日、CRCP-10373/5）- EAN 4988007279536。
- Ms.Frontier（2017年10月25日、CRCP-10383/5）- EAN 4988007280792。
- カーテンコール（2018年8月22日、CRCP-10410）- EAN 4988007284813
- NAKED（2019年6月12日、CRCP-10427）[14]

オッド・アイ
- ヒトツメの恋（2017年9月22日、QRAG-147）- EAN 4571392381627。
- Sweet My Soul（2017年9月22日、QRAG-148）- EAN 4571392381634。

### アルバム
A-class
- TOKYO AUTO SALON 2010 presents EVOLUTION #06（2009年12月16日、AVCD-23973）- EAN 4988064239733。
  - Get Ready!?
  - BABY GET MY FIRE TONITE
- TOKYO AUTO SALON 2011 presents EVOLUTION #07（2010年12月1日、AVCD-38191）- EAN 4988064381913。
  - ETERNAL JOURNEY

predia
- Invitation（2012年3月28日、PSMC-0001/2）- EAN 4522197115450。
- Escort me?（2012年12月12日、PSMC-0005/6）- EAN 4582414480013。
- Best of predia 2010-2013 〜Reception〜（2014年4月9日、PPRC-0008）- EAN 4580448950069。
- 孤高のダリアにくちづけを（2015年2月18日、CRCP-40395/6）- EAN 4988007267939。
- 白夜のヴィオラにいだかれて（2016年6月22日、CRCP-40462/3）- EAN 4988007274623。
- ファビュラス（2018年2月14日、CRCP-40548/9）- EAN 4988007282215
- Best of predia "THE ONE"（2018年12月19日、CRCP-40567）- EAN 4988007286237

オッド・アイ
- Okey Dokey Do it（2018年10月31日、QRAG-230）- EAN 4571392382471

### 映像作品
- predia LIVE DVD SHIBUYA-AX PARTY ON MAY 3, 2013（2013年10月7日、PPRC-0003）- EAN 4580448950014。

## 出演

### バラエティ
- TOKYO DRIFT GIRLS（2010年1月11日、テレビ東京） - A-classとしてゲスト出演。
- ゴッドタン 〜The God Tongue 神の舌〜（2010年8月11日、テレビ東京）
- 解禁! 暴露ナイト（2012年10月11日 - 2014年3月27日、テレビ東京） - "ピー"ガールズ[15]。
- 法円坂ホラー研究会 谷町第二高等学校（2013年6月7日 - 、BS-TBS）[16]
- オムニボットの挑戦!!（2015年10月3日 - 2015年12月26日 、2016年4月 -、チバテレ｜tvk｜テレビ埼玉）

### ネット配信
- 美女暦（2011年7月7日、PINKU） - 涼風美女[17]。

### ラジオ
- パンサー向井の#ふらっと（2022年4月19日、TBSラジオ）ゲスト[18]

### インターネットラジオ
- オムニボット ナイト! （2015年 - 2016年、超!A&G+）アシスタント
- 鷲崎健のヨルナイト×ヨルナイト（2016年 - 2025年、超!A&G+）火曜日アシスタント
- A&G ARTIST ZONE オッド・アイのTHE CATCH（2017年10月6日 - 10月27日、超!A&G+）パーソナリティ[19][20]
- 沢口けいこのソムリエールSAWAGUCHI（2022年4月11日 - 、HiBiKi Radio Station）パーソナリティ[21]

## 書籍

### 写真集
- ギャルズ・パラダイス-オートサロン2010イメージガール A-classスペシャル（2009年12月16日、三栄書房）[5]